# 351P/Wiegert-PANSTARRS
351P/Wiegert-PANSTARRS è una cometa periodica appartenente alla famiglia delle comete gioviane.

## Scoperta
La cometa è stata scoperta il 9 luglio 2016 , in seguito, meno di un anno dopo la scoperta iniziale, furono rinvenute immagini di prescoperta risalenti al settembre 2007 relative al precedente passaggio al perielio e poi all'ottobre 1998 risalenti al passaggio ancora precedente 